# Dalīk Yarqān
Dalīk Yarqān (persiska: دلیک یرقان, Dalīk Yōrqān, Dalīk Yārqān, دَليك يارقان) är en ort i Iran.   Den ligger i provinsen Ardabil, i den nordvästra delen av landet, 500 km nordväst om huvudstaden Teheran. Dalīk Yarqān ligger 265 meter över havet och antalet invånare är 263.
Terrängen runt Dalīk Yarqān är kuperad åt sydost, men åt nordväst är den platt. Dalīk Yarqān ligger nere i en dal. Runt Dalīk Yarqān är det ganska tätbefolkat, med 104 invånare per kvadratkilometer. Närmaste större samhälle är Āqā Moḩammad Beyglū, 12,3 km söder om Dalīk Yarqān. Trakten runt Dalīk Yarqān består i huvudsak av gräsmarker.